# Lundby (parochie, Aalborg)
Lundby is een parochie van de Deense Volkskerk in de Deense gemeente Aalborg. De parochie maakt deel uit van het bisdom Aalborg en telt 203 kerkleden op een bevolking van 225 (2004). 
Historisch maakte de parochie deel uit van Slet Herred. In 1970 werd de parochie opgenomen in de nieuw gevormde gemeente Nibe. Deze ging in 2007 op in Aalborg.
Bislev · Dall · Ejdrup · Ellidshøj · Farstrup · Ferslev · Frejlev · Godthåb · Lundby · Nibe · Nørholm · Sebber · Sønderholm · Store Ajstrup · Svenstrup · Vokslev · Volsted